# On the Rise
On the Rise é o quarto álbum da banda The S.O.S. Band lançado pela Tabu Records em julho de 1983. Foi produzido por Jimmy Jam e  Terry Lewis e Gene Dozier.

## História
O álbum alcançou o número 7 na parada R&B albums. Também alcançou o número 47 na Billboard 200. O álbum rendeu dois singles que entraram na parada Billboard R&B Top Ten, "Just Be Good to Me" e "Tell Me If You Still Care", cada um deles atingindo os números 2 e 5 respectivamente. Ambos singles também entraram na parada Billboard Hot 100, alcançando o número 55 e 65 respectivamente. "Just Be Good to Me" também chegou a número 3 na parada Hot Dance Club Play e número 13 na parada  UK Singles Chart. O terceiro single, "For Your Love", também entrou na parada R&B, alcançando número 34. O álbum conta com uma versão cover da canção de Johnnie Taylor de 1968, "Who's Making Love". O álbum foi remasterizado digitalmente e relançado em CD com faixas bônus em 2013 pela  Demon Music Group.

## Faixas
| Lado um |                             |         |  |
| N.º     | Título                      | Duração |  |
| 1.      | "Tell Me If You Still Care" | 6:58    |  |
| 2.      | "Just Be Good to Me"        | 9:03    |  |
| 3.      | "For Your Love"             | 6:09    |  |

| Lado dois |                       |         |  |
| N.º       | Título                | Duração |  |
| 4.        | "I'm Not Runnin'"     | 4:37    |  |
| 5.        | "If You Want My Love" | 4:20    |  |
| 6.        | "On the Rise"         | 3:30    |  |
| 7.        | "Who's Making Love"   | 4:16    |  |
| 8.        | "Steppin' the Stones" | 3:23    |  |

| faixas bônus remasterizadas em 2013 |                                          |         |  |
| N.º                                 | Título                                   | Duração |  |
| 9.                                  | "For Your Love" (Extended Version)       | 9:29    |  |
| 10.                                 | "If You Want My Love" (Extended Version) | 4:57    |  |
| 11.                                 | "Just Be Good to Me" (Special Version)   | 8:50    |  |
| 12.                                 | "Just Be Good to Me" (Vocal Remix)       | 7:41    |  |

## Músicos
The S.O.S. Band
- Jason Bryant – teclados, vocais
- Mary Davis – vocais
- Billy Ellis – saxofone
- Willie "Sonny" Killebrew – saxofone, flauta
- Abdul Ra'oof – trumpete, flugelhorn, percussão, vocais
- John A. Simpson III – baixo
- Bruno Speight – guitarra
- Jerome "J.T." Thomas – bateria, percussão

## Produção
- Jimmy Jam e Terry Lewis, Gene Dozier, The S.O.S. Band – produtores, arranjos
- Clarence Avant – produtor executivo
- Tina Stephans – coordenador de A&R
- Ron Cristopher, Bob Brown, Sabrina Buchanek, Judy Clapp, Taavi Mote – engenheiros
- Steve Hodge – engenheiro, engenheiro de mixagem
- Brian Gardner – masterização
- Bunnie Jackson Ransom – gerenciamento
- Ezra Tucker – ilustração da capa
- Ford Smith – fotografia da contracapa

## Paradas
| Parada (1983)                   | Pico |
| ------------------------------- | ---- |
| U.S. Billboard Top LPs & Tapes  | 47   |
| U.S. Billboard Top Black Albums | 7    |

Singles
| Ano  | Single                      | Pico | Pico   | Pico   | Pico |
| Ano  | Single                      | US   | US R&B | US Dan | UK   |
| ---- | --------------------------- | ---- | ------ | ------ | ---- |
| 1983 | "Just Be Good to Me"        | 55   | 2      | 3      | 13   |
| 1983 | "Tell Me If You Still Care" | 65   | 5      | —      | 81   |
| 1984 | "For Your Love"             | —    | 34     | 26     | —    |